# Romana Maláčová
Romana Maláčová (Brno, 15 maggio 1987) è un'astista ceca.

## Palmarès
| Anno | Manifestazione    | Sede           | Evento           | Risultato | Prestazione | Note |
| ---- | ----------------- | -------------- | ---------------- | --------- | ----------- | ---- |
| 2006 | Mondiali juniores | Pechino        | Salto con l'asta | 17ª (q)   | 3,80 m      |      |
| 2007 | Europei under 23  | Debrecen       | Salto con l'asta | 12ª       | 4,00 m      |      |
| 2009 | Europei under 23  | Kaunas         | Salto con l'asta | 11ª       | 4,05 m      |      |
| 2009 | Mondiali          | Berlino        | Salto con l'asta | 29ª (q)   | 4,10 m      |      |
| 2010 | Europei           | Barcellona     | Salto con l'asta | 16ª (q)   | 4,25 m      |      |
| 2011 | Universiadi       | Shenzhen       | Salto con l'asta | 10ª       | 4,25 m      |      |
| 2012 | Europei           | Helsinki       | Salto con l'asta | 18ª (q)   | 4,25 m      |      |
| 2013 | Europei indoor    | Göteborg       | Salto con l'asta | 10ª (q)   | 4,36 m      |      |
| 2013 | Universiadi       | Kazan'         | Salto con l'asta | 4ª        | 4,30 m      |      |
| 2014 | Europei           | Zurigo         | Salto con l'asta | 17ª (q)   | 4,25 m      |      |
| 2015 | Europei indoor    | Praga          | Salto con l'asta | 16ª (q)   | 4,30 m      |      |
| 2015 | Universiadi       | Gwangju        | Salto con l'asta | 6ª        | 4,25 m      |      |
| 2016 | Mondiali indoor   | Portland       | Salto con l'asta | 8ª        | 4,50 m      |      |
| 2016 | Europei           | Amsterdam      | Salto con l'asta | q         | nm          |      |
| 2016 | Giochi olimpici   | Rio de Janeiro | Salto con l'asta | 24ª (q)   | 4,30 m      |      |
| 2017 | Europei indoor    | Belgrado       | Salto con l'asta | 13ª       | 4,40 m      |      |
| 2017 | Mondiali          | Londra         | Salto con l'asta | 18ª (q)   | 4,35 m      |      |
| 2019 | Europei indoor    | Glasgow        | Salto con l'asta | 13ª (q)   | 4,50 m      |      |
| 2019 | Mondiali          | Doha           | Salto con l'asta | 22ª (q)   | 4,35 m      |      |
| 2021 | Giochi Olimpici   | Tokyo          | Salto con l'asta | 23ª (q)   | 4,40 m      |      |